# Delaney & Bonnie
Delaney & Bonnie fue una banda de rock y soul estadounidense, formada en California en 1967, que permaneció en activo hasta 1972. Estaba liderada por el matrimonio formado por Delaney y Bonnie Bramlett, y por ella pasaron algunos de los más importantes músicos de la época (Eric Clapton, Gregg Allman, Leon Russell...)

## Carrera musical

### Inicios
Delaney Bramlett (nacido el 1 de julio de 1939, Condado de Ponotoc, Misisipi, Estados Unidos y fallecido el 27 de diciembre de 2008, Los Ángeles, California, Estados Unidos) aprendió a tocar la guitarra en su juventud, y emigró a Los Ángeles en 1959. Consiguió trabajar como músico de sesión; siendo su trabajo más reconocido en esta época su trabajo con The Shindogs, banda de la serie televisiva emitida por la cadena ABC, Shindig!, entre 1964 y 1966, que también contaba con la presencia del guitarrista y teclista Leon Russell.
Bonnie Bramlett (nombre de soltera Bonnie Lynn O'Farrell, nacida el 8 de noviembre de 1944, Alton, Illinois, Estados Unidos) fue cantante desde una edad muy temprana, tocando con el guitarrista de blues Albert King a los 14 años y con Ike & Tina Turner a los 15. Se mudó a Los Ángeles en 1967, conociendo allí a Delaney y casándose a finales de año.
Durante su trabajo con The Shindogs, Delaney y Leon Russell entraron en contacto con mucha gente de la industria musical, y pronto pudieron formar una banda de músicos, aunque muy inestable, alrededor de Delaney y Bonnie. La banda se dio a conocer como "Delaney & Bonnie & Friends" debido a sus constantes cambios de integrantes. Consiguieron un contrato discográfico con Stax Records, y lanzaron su primer álbum, Home, a principios de 1969. Era álbum no tuvo éxito, en parte por la poca promoción, siendo uno de los 27 álbumes que el sello lanzó de forma simultánea para empezar a darse a conocer.

### Banda establecida
Delaney y Bonnie cambiaron a Elektra Records para su segundo álbum, Accept No Substitute, de 1969. Aun sin ser un gran éxito de ventas, Accept No Substitute creó revuelo en la industrial musical cuando, al oír las primeras mezclas antes de su edición definitiva, George Harrison ofreció un contrato discográfico a Delanney y Bonnie con el sello discográfico de The Beatles, Apple Records, que aceptaron aun teniendo un contrato recién firmado con Elektra. Aunque el contrato con Apple se dio por nulo, este incidente fue el comienzo de ruptura entre Delaney y Elektra, culminando con la ruptura de su contrato a finales de 1969.
A sugerencia de Harrison, Eric Clapton acogió a Delaney and Bonnie como teloneros de su banda Blind Faith, a mediados de 1969. Clapton se convirtió rápidamente en amigo de la banda, gustándole mucho su música; a menudo aparecía en el escenario con Delaney & Bonnie & Friends en esta época, y, después de la ruptura de Blind Faith, comenzó a grabar y tocar en directo con ellos. Clapton ayudó a que Delaney y Bonnie consiguieran un contrato con Atco (Atlantic) y apareció junto a Harrison, Dave Mason, y otros en el álbum en directo On Tour with Eric Clapton grabado el 7 de diciembre de 1969 en el Reino Unido, puesto a la venta en junio de 1970. Este álbum sería el más exitoso en la carrera de Delaney and Bonnie, llegando al N.º 29 de la lista Billboard y recibiendo un disco de oro de la industria (RIAA). Clapton también contrataría a la banda para tocar en su álbum debut homónimo, grabado a finales de 1969 y principios de 1970, producido por Delaney.

### Final
Sus siguientes dos álbumes, To Bonnie from Delaney (1970) y Motel Shot (1971) entraron en listas, y el sencillo "Never Ending Song of Love", extraído de Motel Shot, llegó al puesto número 67 en la lista de Estados Unidos de 1971. La banda también hizo una aparición en la película de Richard Sarafian, Vanishing Point de 1971. Para finales de este año la tempestuosa relación entre Delaney y Bonnie, empezó a ser preocupante. Su siguiente álbum no fue aceptado por Atco por su poca calidad, llevando a la discográfica a querer traspasarle el contrato al sello CBS, incluyendo el master de este álbum. El álbum, finalmente se editaría bajo el nombre de D&B Together en marzo de 1972, siendo el último álbum de la banda. Delaney y Bonnie se divorciaron en 1973.
Delaney y Bonnie siguieron trabajando en la industria musical - y, en el caso de Bonnie, también como actriz - después de la disolución. Delaney ha editado un gran número de álbumes en solitario, mientras que Bonnie disfrutó de bastante éxito en los años 70 y 80 como cantante de apoyo de artistas como Elvin Bishop, Stephen Stills y  The Allman Brothers Band. También ha hecho varios álbumes en solitario.

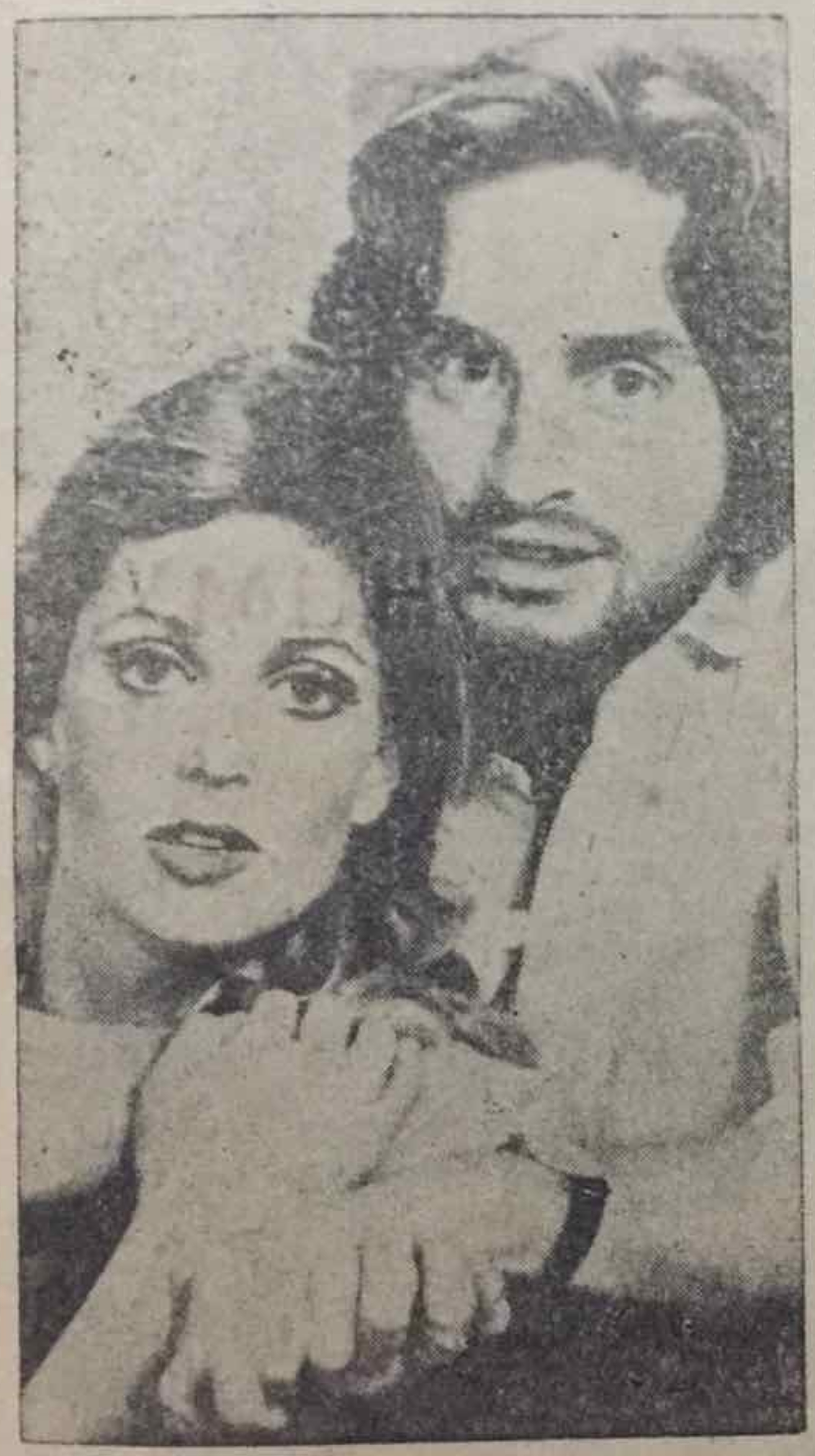
Foto publ. en 1970 en la revista indonesia Aktuil

## Discografía
- Home - Stax, 1969
- Accept No Substitute - Elektra, 1969
- On Tour with Eric Clapton - Atco, 1970
- To Bonnie from Delaney - Atco, 1970
- Motel Shot - Atco, 1971
- D&B Together - Columbia/CBS, 1972
- The Best of Delaney & Bonnie - Atco, 1972/Rhino, 1990 (recopilación)
- Hi-Five - Rhino, 2005 (recopilatorio)